# 11292 Bunjisuzuki
11292 Bunjisuzuki este un asteroid din centura principală de asteroizi.

## Descriere
11292 Bunjisuzuki este un asteroid din centura principală de asteroizi. A fost descoperit pe 8 septembrie 1991 la Kitt Peak National Observatory în cadrul proiectului Spacewatch. Asteroidul prezintă o orbită caracterizată de o semiaxă mare de 2,99 ua, o excentricitate de 0,08 și o înclinație de 12,8° în raport cu ecliptica.